# Mark Davis (baloncestista de 1973)
Mark Anthony Davis, (Thibodaux, Luisiana; 26 de abril de 1973) es un exjugador de baloncesto estadounidense. Con 2.03 de estatura, su puesto natural en la cancha era el de alero. 

## Trayectoria profesional
- Minnesota Timberwolves (1995-1996)
- Philadelphia 76ers (1996-1998)
- Miami Heat (1999)
- La Crosse Bobcats (1999-2000)
- Golden State Warriors (2000)
- Viola Reggio Calabria (2000)
- Dakota Wizards (2001)
- Sioux Falls Skyforce (2001-2002)
- Phoenix Eclipse (2002)
- Santa Lucia Realty (2002)
- Hapoel Galil Elyon (2003-2004)
- Maccabi Rishon LeZion (2004)
- Wonju Dongbu Promy (2005-2006)
- Science City Jena (2007-2008)
- Lappeenranta NMKY (2009)